# 谷多喜磨
谷 多喜磨（たに たきま、1884年（明治17年）8月24日 - 1952年（昭和27年）4月2日）は、朝鮮総督府官僚。実業家。

## 経歴
佐賀県出身。1909年（明治42年）、東京帝国大学法科大学を卒業し、高等文官試験に合格した。統監府判事となった後、朝鮮総督府事務官に転じ、忠清北道財務部長、黄海道財務部長、忠清南道財務部長、農商工部水産課長、江原道内務部長、京城府尹、平安北道知事を歴任し、1929年（昭和4年）に慶尚南道知事に就任した。
退官後は、朝鮮火災海上保険株式会社社長、朝鮮信託株式会社社長、漢江水力電気株式会社社長、朝鮮漁業組合中央会会長を務めた。
戦後、公職追放となった。